# Riala socken
Riala socken i Uppland ingick i Åkers skeppslag, ingår sedan 1971 i Norrtälje kommun och motsvarar från 2016 Riala distrikt.
Socknens areal är 86,24 kvadratkilometer, varav 81,72 land. År 2000 fanns här 1 150 invånare. Tätorten och kyrkbyn Riala med sockenkyrkan Riala kyrka ligger i socknen.

## Administrativ historik
Riala socken har medeltida ursprung. 1631 utbröts Norra Ljusterö församling (socken) och på 1640-talet Kulla församling (socken).
Vid kommunreformen 1862 övergick socknens ansvar för de kyrkliga frågorna till Riala församling och för de borgerliga frågorna till Riala landskommun. Landskommunen inkorporerades 1952 i Roslags-Länna landskommun som 1971 uppgick i Norrtälje kommun.
1 januari 2016 inrättades distriktet Riala, med samma omfattning som församlingen hade 1999/2000.
Socknen har tillhört län, fögderier, tingslag och domsagor enligt vad som beskrivs i artikeln Åkers skeppslag. De indelta båtsmännen tillhörde Södra Roslags 1:a båtsmanskompani.

## Geografi
Riala socken ligger sydväst om Norrtälje med sjön Largen i söder. Socknen är en kuperad sjö- och mossrik skogsbygd med odlingsbygd i smala dalgångar.
Riala socken ligger mellan europaväg 18 och länsväg 276 och avgränsas i söder av gränsen mot Österåkers och Vallentuna kommuner.  Här ligger orten Rumsättra. I sydväst ligger Sättra och Norrsjöns och Sättra fritisområden, med fritidshusbebyggelse. I sydost ligger Spersboda och Svensboda.

## Fornlämningar
Från bronsåldern finns spridda gravrösen och en hällristning. Från järnåldern finns 12 gravfält och två fornborgar. Flera runstenar har påträffats.

## Namnet
Namnet (1344 Rial) har olika tolkningar. Det kan vara sammansatt av ri, 'stolpe' och al. Enligt en annan tolkning innehåller namnet re, 'rad, linje' i betydelsen 'platåkant, platå, terrass'.